# Septoria stachydis
Septoria stachydis Roberge ex Desm. – gatunek grzybów z klasy Dothideomycetes. Grzyb mikroskopijny pasożytujący na roślinach z rodzajów czyściec (Stachys) i bukwica (Betonica). Powoduje u nich plamistość liści.

## Systematyka i nazewnictwo
Pozycja w klasyfikacji według Index Fungorum: Septoria, Mycosphaerellaceae, Capnodiales, Dothideomycetidae, Dothideomycetes, Pezizomycotina, Ascomycota, Fungi.

## Morfologia
Objawy na liściuW miejscach rozwoju grzybni na górnej stronie liści tworzą się wielokątne, ograniczone nerwami plamy o rozmiarach 2–6(–10) × 2–4 mm. Początkowo są zielonkawe lub zielonkawobrązowe, potem białobrązowe, żółtobrązowe lub białawe. Zazwyczaj mają wąską, ciemnobrązową obwódkę. Mogą zajmować dużą część powierzchni liścia, przy czym sąsiednie plamy łączą się z sobą.
Cechy mikroskopoweGrzybnia rozwija się w tkance miękiszowej wewnątrz liści. Pyknidia występują na obydwu stronach liścia, ale zazwyczaj liczniej na jego górnej stronie. Mają średnicę zazwyczaj 54–80 μm, czasami do 100 μm. Ostiole pojedyncze, o średnicy 20–34 μm i  otoczone ciemniejszymi komórkami. Wewnątrz pyknidiów powstają igiełkowate, zazwyczaj proste, rzadziej wygięte konidia o długości 16–40 μm i średnicy zaledwie 1–1,5 μm. Konidia są nieseptowane, lub mają 1–3 słabo widoczne przegrody (septy).

## Występowanie
S. stachydis występuje w większości krajów Europy, podano jego występowanie także w niektórych regionach Azji (Armenia, Gruzja, Kazachstan, Rosja) oraz w USA i Kanadzie w Ameryce Północnej. W piśmiennictwie naukowym na terenie Polski podano liczne stanowiska.
Monofag. W Polsce opisano jego występowanie na kilku tylko gatunkach roślin zaliczanych do rodziny jasnotowatych (Lamiaceae):  czyściec roczny (Stachys annua), czyściec błotny (S. palustris), czyściec leśny (S. silvestris) i bukwica zwyczajna (Betonica officnalis).

## Gatunki podobne
Agata Wołczańska, autorka monografii rodzaju Septoria, podaje, że na roślinach należących do rodzajów czyściec i bukwica mogą występować jeszcze inne gatunku Septoria: S. arvensis Spegazzini (w Index Fungorum brak takiego taksonu), S. erevanica Teterevn.-Babajan & Simonyan i  S. stachydicola (Bubak et Serebrianikov) Jaczewski (w Index Fungorum brak takiego taksonu). Do 2013 roku żadnego z tych gatunków nie notowano na terenie Polski.